# Wonieść (jezioro)
Wonieść – jezioro pełniące funkcję zbiornika retencyjnego, położone na terenie woj. wielkopolskiego, w powiecie kościańskim, w gminie Śmigiel, w pobliżu wsi Wonieść. 

## Funkcja i historia
Zasadniczą funkcją zbiornika, otoczonego lasami, łąkami i polami uprawnymi jest retencja wody dla potrzeb rolnictwa oraz ochrona przeciwpowodziowa. Są tu też nieliczne ośrodki wypoczynkowe. Powierzchnia wynosi 777 ha, a największa głębokość 17,2 m. Zbiornik powstał w wąskiej dolinie Wonieści na obszarze dawniej zajętym przez 5 jezior.
Zbiornik wybudowano w latach 1974–1983. Wonieść obejmuje swym zasięgiem pięć byłych jezior: Jezioro Drzeczkowskie, Witosławskie, Wojnowickie, Jezierzyckie, Wonieskie. Obecnie lustro wody jest wyższe od pierwotnego (zalanych jezior) o 1,5–2,75 m. 

## Natura 2000
Na obszarze o powierzchni 2802 ha, obejmującym okolice jeziora Wonieść, ustanowiono obszar specjalnej ochrony ptaków PLB300005 'Zbiornik Wonieść'. Obszar ustanowiono Rozporządzeniem Ministra Środowiska z dnia 21 lipca 2004 roku i znajduje się na terenie 4 gmin: Osieczna, Kościan, Krzywiń, Śmigiel (gmina). 
W ptasiej ostoi występuje 26 gatunków ptaków z załącznika I Dyrektywy Ptasiej i 10 gatunków z Polskiej Czerwonej Księgi m.in. podgorzałka, rybitwa białowąsa, bączek zwyczajny, wąsatka. Stwierdzono gniazdowanie 131 gatunków ptaków. Oprócz licznych ptaków w okolicy Drzeczkowa występuje chroniony zarówno w Polsce jak i w Europie żółw błotny.
Zbiornik Wonieść pokrywa się z takimi obszarami chronionymi jak:
- Zachodnie Pojezierze Krzywińskie PLH300014 OSO
- Rezerwat przyrody Ostoja żółwia błotnego
- Krzywińsko-Osiecki Obszar Chronionego Krajobrazu wraz z zadrzewieniami generała Dezyderego Chłapowskiego i kompleksem leśnym Osieczna-Góra.

## Galeria

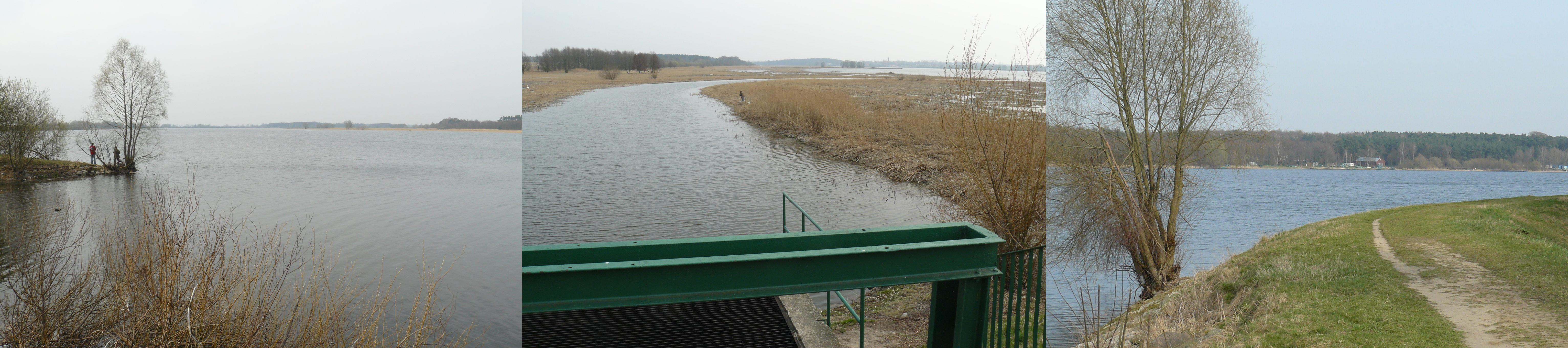
Widoki na zbiornik z Wonieścia oraz śluza i fragment Kanału Wonieść (w środku)